# Спроба державного перевороту в Чорногорії 16 жовтня 2016 року
Спроба державного перевороту проти Міло Джукановича 2016 року — змова громадян Сербії, Чорногорії і Росії, що мала на меті, відсторонення від влади прем'єр-міністра Чорногорії Міло Джукановича, лідера Демократичної партії соціалістів; переворот було заплановано на 16 жовтня 2016 року, день виборів до Скупщини Чорногорії.

## Контекст і реакція опозиції в Чорногорії та Сербії
Спроба державного перевороту була виявлена правоохоронними органами Чорногорії; в лютому 2017 року правоохоронні органи країни заявили про причетність до змови російських державних органів . У квітні 2017 року офіційні звинувачення були пред'явлені зокрема лідерам опозиції Чорногорії. МЗС Росії заявив, що РФ непричетна до планування перевороту. Згідно розслідування, до спроби перевороту були причетні державні органи РФ, а його ціллю було недопущення вступу Чорногорії в НАТО.
Міністр внутрішніх справ Чорногорії Горан Данилович поставив під сумнів факт спроби перевороту. Такої ж думки притримується і один з лідерів опозиції Чорногорії Андрія Мандич.
В кінці травня 2017 року Вищий суд Подгориці зняв звинувачення в спробі перевороту з двох діячів опозиційного «Демократичного фронту» — Андрії Мандича та Славена Радуновіча.

## Змова і учасники
За даними розслідування, в перевороті повинні були брати участь до 500 людей, розділених на три групи. Перша група бойовиків мала проникнути до парламенту, інша — змішатися з натовпом протестувальників проти результатів виборів прихильників опозиції, а третя — блокувати поліцію. У призначений час друга група повинна була почати заворушення в натовпі, перша — відкрити по людям вогонь, а третя — застрелити прем'єр-міністра Чорногорії Міло Джукановича.

### Керівники змови[2][13]
- Братислав Дікіч - керівник Патріотичного руху Сербії, полковник поліції, колишній глава жандармерії МВС Сербії.
- Саша Сінджеліч[14] - лідер руху «Сербські вовки».
- Едуард Шішмаков (спочатку названий як «Широков»), колишній заступник військового аташе в Польщі[15], і Попов Володимир, громадяни РФ.
- Неманья Рістіч - лідер сербського руху «Заветніци».

## Розслідування та кримінальна справа
В кінці жовтня 2016 року прем'єр-міністр Сербії Олександр Вучич повідомив, що в Чорногорії на час відразу після виборів, 16 жовтня, готувався державний переворот, який було попереджено; він заявив: «Заарештовані нами особи діяли в координації з іноземцями. Існують незаперечні докази, що певні особи стежили буквально за кожним кроком прем'єра Чорногорії та інформували про це інших людей, які повинні були діяти відповідно до їх інструкціями. Ми знайшли у них € 125 тис., Спеціальну уніформу, інші речі. За прем'єром Чорногорії стежили за допомогою найсучаснішого обладнання.» Кілька громадян РФ було депортовано із Сербії" за участь в підготовці терористичних акцій в Чорногорії ". У листопаді Прокуратура Чорногорії назвала імена росіян, які підозрюються в підготовці замаху на Міло Джунаковіча і спробі державного перевороту.
На початку грудня 2016 року чорногорська преса повідомляла, що Чорногорія оголосила в міжнародний розшук двох громадян Росії Едуарда Широкова і Володимира Попова, а також трьох громадян Сербії за підозрою в організації спроби збройного державного перевороту.
19 лютого 2017 року спеціальний прокурор Чорногорії Мілівое Катніч повідомив, що обвинувальний висновок у справі про спробу захоплення влади буде готовий до середини квітня; він також повідомив, що справжнє прізвище російського громадянина, підозрюваного в участі у змові, «Едуарда Широкова» — Шішмаков, який раніше був заступником військового аташе в Польщі, звідки він був висланий. Едуард Володимирович Шішмаков був ідентифікований владою Польщі як співробітник військової розвідки Росії. Згідно із заявою Катніча, слідство отримало докази, що за планом з повалення Джукановича стоять «націоналістичні структури з Росії»; чорногорській владі «також стало відомо, що до нього були причетні і російські державні органи».
13 квітня стало відомо, що Спеціальна прокуратура Чорногорії направила до Вищого суду країни обвинувальний акт щодо 16-и учасників спроби перевороту в країні 16 жовтня 2016 року, включаючи лідерів опозиції Чорногорії Андрія Мандича та Мілана Кнежевича і 2-х громадян Росії. Захищеним свідком звинувачення виступав учасник змови громадянин Сербії Саша Сінджеліч, який безпосередньо отримував накази від офіцера ГРУ Едуарда Шішмакова, що керував операцією. Саша Сінджеліч раніше був засуджений в Хорватії за вбивство і ховався від правосуддя, що дало опозиції привід для критики на адресу держобвинувачення. 8 червня 2017 року Верховний суд Чорногорії в Подгориці підтвердив обвинувальні висновки у організації спроби перевороту 14 підозрюваним.
В кінці травня 2017 року з двох діячів опозиційного «Демократичного фронту» (Андрії Мандича та Славена Радуновіча) Вищий суд Подгориці зняв звинувачення у спробі перевороту.

## Міжнародна реакція

### Реакція Росії
Російський уряд в листопаді 2016 року заявив, що не має відношення до спроби перевороту.
У травні 2017 року у відповідь на приєднання Чорногорії до антиросійських санкцій і їх розширення, Росія доповнила введені з 2015 року санкційні списки Міло Джукановичем, Душко Марковичем, спікером чорногорського парламенту Іваном Брайовічем та рядом інших чорногорських політиків.
6 жовтня 2017 року Ананьє Нікіч, проти якого чорногорська влада висунули звинувачення в спробі організації державного перевороту, отримав політичний притулок в Росії.

### Реакція США
Різкій критиці за події в Чорногорії піддав РФ в червні 2017 року впливовий сенатор голова комітету Сенату США з питань збройних сил Джон Маккейн, який закликав законодавців, з огляду на такого роду діяльність керівництва Росії, до посилення американських санкцій. У липні 2017 року Комітет Сенату США з питань збройних сил поклав на РФ відповідальність за організацію спроби антиурядового путчу в Чорногорії в 2016 році.
На початку серпня 2017 року віце-президент США Майк Пенс, перебуваючи з візитом в Чорногорії, за повідомленням прес-служба Білого дому, «висловив незмінну підтримку Чорногорії, нашого найновішого союзника по НАТО, і захоплення рішучістю Чорногорії перед обличчям російських спроб відвести Чорногорію в сторону від євроатлантичного шляху»; він також заявив: «Наміри Росії стали зрозумілі протягом минулого року, коли підтримувані Москвою агенти намагалися зірвати вибори в Чорногорії, напасти на парламент і навіть вбити вашого прем'єра — щоб відвести чорногорський народ в сторону від вступу в союз НАТО».